# Itauara
Itauara is een geslacht van schietmotten uit de familie Glossosomatidae.

## Soorten
- I. amazonica (OS Flint, 1971)
- I. brasiliana (Mosely, 1939)
- I. guarani (EB Angrisano, 1993)
- I. plaumanni (OS Flint, 1974)